# Сосновка (Алнашский район)
Сосновка — деревня в Алнашском районе Удмуртии, входит в Азаматовское сельское поселение. Находится в 10 км к востоку от села Алнаши и в 85 км к юго-западу от Ижевска. Расположена на реке Варзи.
Население на 1 января 2008 года — 50 человек.

## История
По итогам десятой ревизии 1859 года в 11 дворах казённой деревни Жакгурт Елабужского уезда Вятской губернии проживали 24 жителя мужского пола и 30 женского. На 1914 год жители деревни числились прихожанами Свято-Троицкой церкви села Алнаши.
В 1921 году, в связи с образованием Вотской автономной области, деревня передана в состав Можгинского уезда. В 1924 году при укрупнении сельсоветов деревня Жакгурт вошла в состав Азаматовского сельсовета Алнашской волости. В 1929 году упраздняется уездно-волостное административное деление и деревня причислена к Алнашскому району, в том же году в СССР начинается сплошная коллективизация.
31 августа 1931 года в деревне организована сельскохозяйственная артель (колхоз) «Восток». Согласно уставу: «…В члены артели могли вступить все трудящиеся, достигшие 16-летнего возраста (за исключением кулаков и граждан, лишенных избирательных прав)…». В 1933 году в колхозе состояло 21 хозяйство с общим количеством населения 104 человека, в том числе трудоспособных 57 человек. К 1934 году у колхоза находилось 197,17 гектаров земли, имелись конный двор, кузница для ремонта сельхозинвентаря, ветряная мельница.
В 1950 году проводится укрупнение сельхозартелей, образован колхоз «Решительный», в состав которого отошла деревня. Указом Президиума Верховного Совета РСФСР от 28 сентября 1964 года деревня Жакгурт переименована в деревню Сосновка.
16 ноября 2004 года Азаматовский сельсовет был преобразован в муниципальное образование «Азаматовское» и наделён статусом сельского поселения.